# Буда (Рифов, Прахова)
Буда (рум. Buda) — село у повіті Прахова в Румунії. Входить до складу комуни Рифов.
Село розташоване на відстані 43 км на північ від Бухареста, 17 км на південний схід від Плоєшті, 102 км на південний схід від Брашова.

## Населення
За даними перепису населення 2002 року у селі проживали 1114 осіб, з них 1112 осіб (99,8%) румунів. Рідною мовою 1112 осіб (99,8%) назвали румунську.